# Erdkruste
Die Erdkruste oder Erdrinde ist die äußerste, feste Schale der Erde. Die Kruste ist im Durchschnitt ca. 15–20 Kilometer mächtig und im inneren Aufbau der Erde die dünnste Schale. Sie wird nach ihrer chemischen Zusammensetzung in die heute existierende ozeanische und kontinentale Kruste eingeteilt.
Die Erdkruste hat in der Regel eine geringere Dichte als der Erdmantel (die mittlere Schale), daher liegt sie diesem auf. Die Kruste bildet zusammen mit dem äußersten Bereich des oberen Erdmantels (dem lithosphärischen Mantel) die Lithosphäre.

## Ozeanische und kontinentale Erdkruste
Man unterscheidet zwei Typen von Krustenmaterial:
- die ozeanische Erdkruste – auch SiMa genannt, da sie neben Sauerstoff und Silizium einen hohen Anteil Magnesium aufweist,
- die kontinentale Erdkruste – auch SiAl genannt, da sie neben Sauerstoff hauptsächlich aus Silizium und Aluminium besteht.

Diese zwei Arten der Erdkruste unterscheiden sich in ihrer Entstehung, ihrer Zusammensetzung, ihrer Dichte und ihrer Dicke. Die bisher über andere Planeten und ihre Monde gewonnenen Daten deuten darauf hin, dass die Erde in unserem Sonnensystem der einzige Himmelskörper ist, der zwei unterschiedliche Krustenarten besitzt.

### Ozeanische Kruste

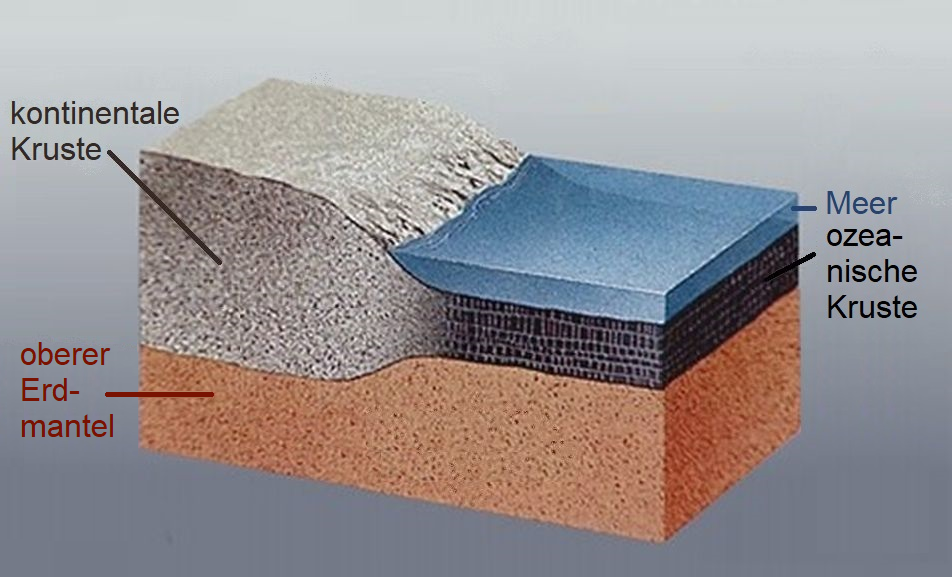
Vereinfachte Darstellung des Übergangs von ozeanischer zu kontinentaler Kruste an einem passiven Kontinentalrand

Ozeanische Erdkruste entsteht an den Grenzen von auseinanderdriftenden Lithosphärenplatten am Ozeanboden, wo aus dem Erdmantel laufend basisches Magma austritt, erstarrt und das weltumspannende System der mittelozeanischen Rücken (MOR) bildet. Dieses „junge“ Krustengestein besteht hauptsächlich aus basaltähnlichem Gabbro und hat eine relativ hohe Dichte (um 3 g/cm³). Ozeanische Erdkruste hat eine geringe Dicke von fünf bis sieben Kilometern, nur vereinzelt ist sie über zehn Kilometer dick.
Der Prozess der Ozeanbodenspreizung wird nach heutigem Wissen durch Konvektionsströme im Erdmantel angetrieben. Die jeweils benachbarten Lithosphärenplatten streben dabei typischerweise mit Geschwindigkeiten von einigen Millimetern bis Zentimetern im Jahr auseinander (Spreizungsrate).

### Kontinentale Kruste

Übergangsbereich zwischen kontinentaler Sial- und ozeanischer Sima-Erdkruste. Letztere schiebt sich unter die Sial-Kruste (siehe Conrad-Diskontinuität).

Kontinentales Krustengestein ist hingegen leichter (Dichte um 2,7 g/cm³). Die chemische Zusammensetzung ähnelt im Mittel einem Granit („sauer“, Anteil der Kieselsäure SiO2 über 66 Prozent) und seinem metamorphen Zwillingsgestein Gneis. Es ist das Endprodukt eines Prozesses, der die weniger dichten Mineralien im Laufe der Erdgeschichte zur Erdoberfläche aufsteigen ließ. Isostasie und Vulkanismus haben dabei die Hauptrolle gespielt, aber auch Metamorphose und chemisch-physikalische Prozesse der Verwitterung, die zur Ablagerung von Lockergesteinen (Sedimenten) führen.
Die kontinentale Erdkruste hat eine Dicke von 30 bis 60 km, wobei sie unter Gebirgsländern (insbesondere unter langen Gebirgsketten) viel weiter hinabreicht. Der Durchschnitt liegt bei knapp 40 km, lokale Extremwerte sind < 25 km (Küstenebenen, Schelfe, Grabenbrüche) und > 70 km (Himalaja, Anden). Wegen ihrer geringeren Dichte „schwimmen“ die Kontinente höher auf dem Erdmantel auf als die ozeanische Kruste, tauchen aber zugleich wegen ihrer deutlich höheren Mächtigkeit (analog einem hohen Eisberg) tiefer hinein. Da sich Gesteine unter den Temperaturbedingungen an der Kruste-Mantel-Grenze und bei den im großen (kontinentalen) Maßstab stets „geologisch langsam“ ablaufenden Krustenbewegungen plastisch verhalten, hat sich im Laufe der Jahrmillionen ein weitgehendes Gleichgewicht eingestellt.
Dass neben den Ozeanen auch die feste Erdkruste 50 cm hohen Gezeiten unterliegt, ist ein Hinweis auf die Elastizität auch des tieferen Erdkörpers. Diese halbtägigen Verformungen lassen sich heute mittels der Love’schen Zahlen bereits auf 1 mm genau berechnen und manche regionalen Abweichungen erkennen.

## Zusammensetzung
| Zusammensetzung der Erdkruste [Gew.-%] | Zusammensetzung der Erdkruste [Gew.-%] |
| -------------------------------------- | -------------------------------------- |
| Sauerstoff                             | 46 %                                   |
| Silicium                               | 28 %                                   |
| Aluminium                              | 8 %                                    |
| Eisen                                  | 6 %                                    |
| Magnesium                              | 4 %                                    |
| Calcium                                | 2,4 %                                  |
| alle anderen                           | 5,6 %                                  |

Vermutlich setzt sich die simatische, ozeanische Krustenschicht (oder petrographisch verwandtes Material) teilweise unter der kontinentalen Sial-Kruste fort und bildet ihr unteres Drittel (siehe Bild und Kertz S. 209 ff.). Aus der Analyse von Erdbebenwellen konnte Andrija Mohorovičić 1909 den Geschwindigkeitssprung und damit indirekt den Anstieg der Dichte zum Erdmantel hin nachweisen, der 0,5 g/cm³ oder fast 20 % beträgt. Diese sogenannte Mohorovičić-Diskontinuität (kurz Moho) verläuft in wechselnder Tiefe unter den Kontinenten (nach Ledersteger im Mittel 33 km tief, nach moderner Seismik 38 km). Um 1920 entdeckte Victor Conrad einen zweiten Dichtesprung, die nach ihm benannte Conrad-Diskontinuität in etwa 20 km Tiefe. Sie entspricht der (nicht ganz durchgängigen) Trennschicht zwischen Sial- und Sima-Krustengesteinen. Üblicherweise wird heute zwischen Oberkruste und Unterkruste unterschieden.
Fast alle chemischen Elemente – nämlich 93 der aktuell (2018) 118 Elemente des Periodensystems – findet man in der Erdkruste mitsamt Ozeanen und Atmosphäre. Dabei macht der Sauerstoff mit 46 Gewichtsprozent den größten Teil aus, gefolgt von Silicium mit 28 % und Aluminium mit 8 %. Weitere wichtige Bestandteile sind Eisen und Magnesium sowie Calcium und Natrium. Die restlichen 85 Elemente machen zusammen etwa 5,6 % aus, die meisten sind nur in Spuren vorhanden.

## Entstehung in der Erdgeschichte
Durch einige wenige winzige Zirkonminerale kann man die Existenz einer Kruste bereits vor etwa 4,4 Mrd. Jahren nachweisen. Die Zusammensetzung dieser Kruste im frühesten Stadium der Erdentstehung ist strittig: Sowohl die Möglichkeit einer mafischen als auch einer bereits felsischen Kruste wird erwogen. Beides setzt bereits die Existenz eines Erdmantels voraus. Für die Existenz einer schon vor dem Schalenaufbau vorhandenen Kruste gibt es keinerlei Hinweise. Daraus kann man schließen, dass es entweder keine feste Kruste gab oder eine bereits vorhandene anorthositische (KREEP-ähnliche) oder komatiitische (ultramafische) Kruste innerhalb erdgeschichtlich kurzer Zeit wieder vollständig mit dem Erdmantel vermischt wurde, weshalb auch immer wieder im unteren Erdmantel Reservoire postuliert werden, welche die Reste derartiger Krusten enthalten sollen. Auch die Ausmaße dieses zu diesem frühen Zeitpunkt der Erdgeschichte bereits verfestigten Krustenabschnitts sind stark umstritten.

## Erforschung

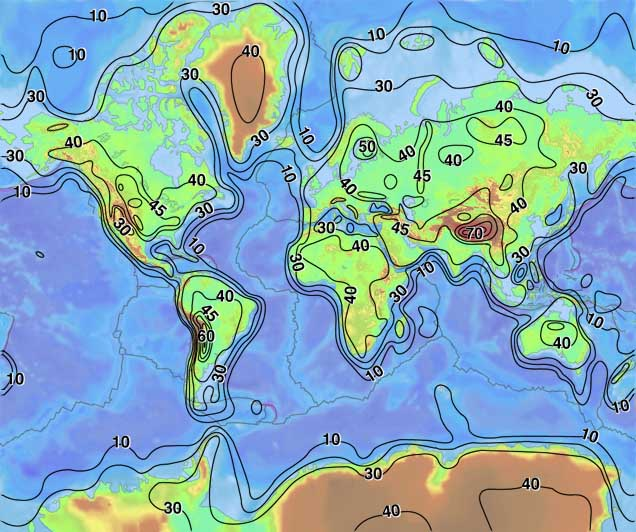
Karte der Dicke der Erdkruste

Während die Erdoberfläche schon seit alters her erforscht, kartiert und ihre Landformen gedeutet werden, wird die Geologie der darunter gelegenen Schichten der Erdkruste erst seit dem 18. Jahrhundert erforscht.
Dass die Temperatur des Erdkörpers mit zunehmender Tiefe ansteigt (siehe geothermische Tiefenstufe), ist seit Jahrtausenden durch Bergwerke bekannt und durch Vulkanismus augenscheinlich. Auch Erdbeben ließen frühzeitig manche Schlüsse zu. Daher hat man schon in der Antike vermutet, dass tiefere Schichten der Erde glutflüssig sind. Schon die griechischen Naturphilosophen machten sich Gedanken über die genaue Struktur und Entstehung der Erde.
Die tiefste Bohrung zur Erforschung der Erdkruste ist die Kola-Bohrung (1970–1992), die auf der russischen Halbinsel Kola die Rekordtiefe von 12.262 Metern erreichte. In Deutschland erreichte die Kontinentale Tiefbohrung (KTB, 1987–1995) eine Tiefe von 9101 Metern. Beide Bohrungen mussten aufgrund der technischen Schwierigkeiten infolge der mit der Tiefe unerwartet stark zunehmenden Temperaturen vor dem Erreichen der eigentlichen Zielteufe abgebrochen werden.
Die Erdkruste ist unter den Ozeanen nur einen Bruchteil so dick wie unter den Kontinenten. Das Bohren am Grund der Tiefsee ausgehend von einem Schiff an der Meeresoberfläche ist jedoch technisch aufwendiger. Erstmals versucht das japanische Forschungsschiff Chikyū (Inbetriebnahme 2005) Bohrungen bis 7 km tief in den Meeresgrund abzuteufen, um die ozeanische Erdkruste zu durchdringen. 2023 wurde das chinesische Forschungsschiff Mengxiang getauft, das durch die Erdkruste bis zum Erdmantel bohren soll.